# Гулиани
Гулиани (груз. გულიანი) — село в Грузии, на территории Ланчхутского муниципалитета края (мхаре) Гурия.

## География
Село находится в западной части Грузии, на берегах реки Шути (правый приток Супсы), на расстоянии приблизительно 9 километров (по прямой) к юго-западу от города Ланчхути, административного центра муниципалитета. Абсолютная высота — 58 метров над уровнем моря.

## Население
По результатам официальной переписи населения 2014 года, в Гулиани проживало 397 человек (204 мужчины и 193 женщины). В национальной структуре населения грузины составляли 99,7 %, украинцы — 0,3 %.
| Год  | Население, человек |
| ---- | ------------------ |
| 2002 | 545                |
| 2014 | ↘ 397              |